# Eleutherozoa
Eleutherozoa è un subphylum di echinodermi; si tratta di animali marini ricoperti da piastre calcaree con processi spinosi.

## Superclassi
- Asterozoa Zittel, 1895
- Cryptosyringida Smith, 1984